# Susi Pudjiastuti
Susi Pudjiastuti (født 15. januar 1965) er en indonesisk entrepreneur, der var Indonesiens fiskeriminister i præsident Joko Widodo's 2014-2019 regering. Hun ejer også PT ASI Pudjiastuti Marine Product, et fisk og skaldyr-eksportfirma, og PT ASI Pudjiastuti Aviation, som driver charterflyselskabet Susi Air.